# Simlångsdalen
Simlångsdalen – miejscowość (tätort) w Szwecji, w regionie administracyjnym (län) Halland, w gminie Halmstad.
Według danych Szwedzkiego Urzędu Statystycznego liczba ludności wyniosła: 648 (31 grudnia 2015), 661 (31 grudnia 2018) i 658 (31 grudnia 2019).